# Cathy Come Home
Cathy Come Home is een Britse dramafilm die voor het eerst uitgezonden werd op 16 november 1966 op BBC1. De film duurde 75 minuten en was onderdeel van The Wednesday Play, een reeks van films die op de BBC liep van 1964 tot 1970. De film staat op de tweede plaats in de lijst van de 100 beste Britse televisieprogramma's die in 2000 werd samengesteld door het British Film Institute.

## Verhaal
De film ging over een jong koppel Cathy (Carol White) en Reg (Ray Brooks). Aanvankelijk gaat hen alles voor de wind, ze krijgen een kind en verhuizen naar een modern huis. Wanneer Reg zich blesseert en zijn werk verliest worden ze uit hun huis gezet en belanden ze in de armoede. Ze verblijven in kraakpanden en daklozencentra. Uiteindelijk worden Cathy's kinderen weggenomen door de sociale diensten.

## Reactie
Er keken 12 miljoen kijkers naar de eerste aflevering van de serie, op dat moment een kwart van de Britse bevolking. De serie speelde in op werkloosheid, daklozen en het recht van moeders om hun kinderen te mogen opvoeden, wat tot dan toe nog niet veel aandacht gekregen had in de media.